# 金道谦
金道谦（1993年3月15日—），韩国男子短道速滑运动员，2017年冬季世界大学生运动会男子500米金牌得主和男子1500米银牌得主、2018年世界短道速滑锦标赛男子5000米接力金牌得主。